# 沃灵福德 (艾奥瓦州)
沃靈福德（英語：Wallingford）是一個位於美國愛荷華州埃米特縣的城市。

## 地理
沃靈福德的座標為43°19′09″N 94°47′36″W / 43.31917°N 94.79333°W，而該地的平均海拔高度為388米（即1273英尺）。

## 人口
根據2010年美國人口普查的數據，沃靈福德的面積為2.51平方千米，當中陸地面積為2.51平方千米，而水域面積為0.00平方千米。當地共有人口197人，而人口密度為每平方千米78人。